# Raja Harishchandra
Raja Harishchandra és una pel·lícula índia del 1913, dirigida per Dhundiraj Govind Phalke.
Va ser un dels primers llargmetratges i la primera pel·lícula de ficció índia. És una pel·lícula muda, basada en la llegenda de Harishchandra, personatge esmentat en el Ramayana i en el Mahabharata. El director estava fortament inspirat per l'estil del pintor Raja Ravi Verma.

## Sinòpsi
La pel·lícula comença mostrant al rei Harishchandra, la seua esposa Taramati i el seu jove fill. El rei està ensenyant al jove a fer anar l'arc i les fletxes. Després d'això, se'n van de cacera i entren en una àrea controlada pel savi Vishwamitra. Tres fades apareixen davant del rei, al qual les intenten ajudar. Després les tres fades que el rei a renuncie al regne pel seu amor a la veritat. Així, el rei passa per moltes dificultats i és expulsat del seu regne fins a aparèixer un déu davant seu i l'informa que tot el que ha ocorregut era una prova a la seua integritat.

## Galeria
- La pel·lícula completa.